# Mörtgöl (Hjorteds socken, Småland, 638883-152869)
Mörtgöl är en sjö i Västerviks kommun i Småland och ingår i Botorpsströmmens huvudavrinningsområde. Sjön har en area på 0,101 kvadratkilometer och ligger 56,2 meter över havet.

## Delavrinningsområde
Mörtgöl ingår i det delavrinningsområde (638734-152871) som SMHI kallar för Utloppet av Hjorten. Medelhöjden är 71 meter över havet och ytan är 19,25 kvadratkilometer. Räknas de 16 avrinningsområdena uppströms in blir den ackumulerade arean 421,33 kvadratkilometer. Isnäsström (Yxeredsån) som avvattnar avrinningsområdet har biflödesordning 2, vilket innebär att vattnet flödar genom totalt 2 vattendrag innan det når havet efter 24 kilometer. Avrinningsområdet består mestadels av skog (63 procent) och jordbruk (11 procent). Avrinningsområdet har 2,76 kvadratkilometer vattenytor vilket ger det en sjöprocent på 14,4 procent. Bebyggelsen i området täcker en yta av 0,65 kvadratkilometer eller 3 procent av avrinningsområdet.